# ノーマン・ジェイ・コールマン

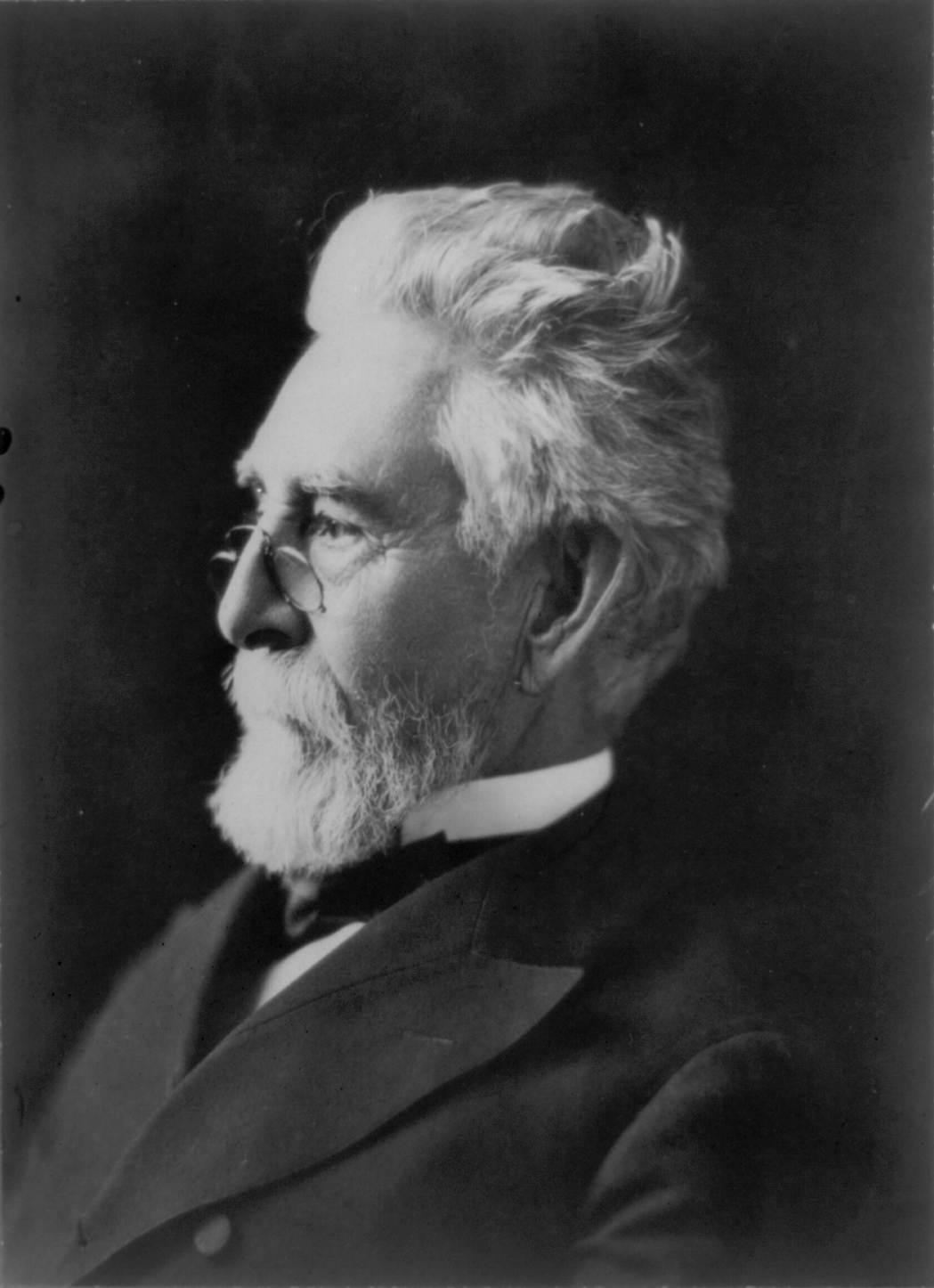
ノーマン・ジェイ・コールマン

ノーマン・ジェイ・コールマン（Norman Jay Colman, 1827年5月16日 - 1911年11月3日）は、アメリカ合衆国の新聞発行者、政治家。民主党に所属し、第1次グロバー・クリーブランド政権で初代アメリカ合衆国農務長官を務めた。

## 生涯
1827年5月16日、コールマンはニューヨーク州リッチフィールド・スプリングにおいて誕生した。コールマンは後にケンタッキー州へ移り、教職に就いた。コールマンは1849年にルイビル大学法科大学院で法律の学位を取得した。その後コールマンはミズーリ州へ移住し、農園を開いた。1855年、コールマンは農業の専門紙 Valley Farmer を出版した。コールマンは新聞の刊行により、ミズーリ州の農業界で著名な人物となった。南北戦争の間、コールマンは新聞業を中断し、ミズーリ州民兵に所属して北軍に加わった。終戦後の1865年、コールマンは農業紙 Coleman's Rural World を設立し、出版業を再開した。
コールマンは政界へも進出し、1875年から1877年までミズーリ州副知事を務めた。1885年からは第1次グロバー・クリーブランド政権で農務局長を務め、農務省創設のキャンペーン活動を行った。そして1889年に農務省が設立されると、初代農務長官に任ぜられた。コールマンはクリーブランド大統領の任期満了までの1ヶ月弱しか農務長官を務められなかったため、上院によるコールマンの農務長官承認は行われなかった。
コールマンは1911年11月3日に死去した。コールマンの遺体はミズーリ州セントルイスのベルファウンテン墓地に埋葬された。